# Tornado de Estación López de 1992
El Tornado de Estación López fue un tornado categoría F4 que afectó al poblado de López, en la provincia de Buenos Aires el día miércoles 6 de mayo de 1992, causando 4 muertes, más de 100 heridos y millones de pesos en pérdidas materiales. Según los expertos, este tornado es uno de los más destructivos de Sudamérica, solo por detrás del Tornado de San Justo.

## El tornado
Minutos antes de las 18:30 (hora en la cual el tornado impactó el poblado), se desarrollaba una fuerte y cotidiana tormenta con fuerte lluvia y granizo. Después, la lluvia había parado y al igual que granizo, según testimonios, estaba todo muy «calmado y silencioso». El reloj marco las 18:30 y un enorme embudo toco tierra a pocos metros de la estación, avanzó hacia ella y destruyó todo a su paso. El tornado duro poco más de 2 minutos para que solo dejara 5 casas en pie. El viento superó los 370 km/h [cita requerida] y una adolescente de 15 años fue succionada por el tornado, levantada unos 7 metros y luego arrojada con furia contra el suelo.

## Consecuencias
El tornado dejó 4 muertos y más de 100 heridos. Solo quedaron 5 casas en pie. También la iglesia local quedó destruida. El edificio de la estación de ferrocarril, de sólida construcción inglesa de ladrillos de paredes 60 cm, fue demolida por el tornado. 
Sorprendidos por el evento, los lugareños se organizaron entre todos y ayudaron a los heridos a sacarlos de abajo de los escombros. Los muertos fueron trasladados a la ciudad de Benito Juárez y se los enterraron en el cementerio.
Con ayuda del gobierno provincial del Dr. Eduardo Duhalde, el indente Santana Estanislao Zabalza llevó adelante la reconstrucción de la estación en 5 meses y el 31 de octubre del mismo año, se celebró la feliz reconstrucción de la estancia con un acto y la concurrencia de todo el poblado.